# Konfliktspel

Många konfliktspel spelas på kartor med sexkantiga rutor, så kallade "hexagoner"

Konfliktspel (eng. wargames) eller krigsspel är en del av brädspelshobbyn ägnad främst åt historiska spel med huvudsakligen militär tyngdpunkt. Spelen kännetecknas av stor komplexitet och är ofta mycket tidskrävande (de så kallade "monsterspelen" kan ta veckor att ta sig igenom). Stor tonvikt läggs på historisk korrekthet och vissa spel närmar sig historiska studier eller läromedel i sin detaljrikedom. 

## Historik
Krigsspel är avlägset relaterade till militära stabsövningar (jfr. tyskans Kriegspiel), men hobbyn som sådan kan härledas till USA och tidigt 1960-tal. Såväl konfliktsspel som rollspel föddes ur regler för strid med miniatyrer. Hobbyn hade sin storhetstid under tidigt 1980-tal med speltillverkarna Avalon Hill, SPI och GDW som de tre dominerande tillverkarna, men har sedan dess kraftigt minskat i omfattning. Minskningen har skett delvis på grund av datorspelens utveckling, men också på grund av spelhobbyns diversifiering.[källa behövs]

## Spelmekaniker
Krigsspel bygger ofta på traditioner från äldre spel, så därför har många spel liknande regelsystem och design. Spelbrädet, eller avsaknaden av ett, har stor betydelse för hur spelmekaniken fungerar. I de moderna krigsspelens begynnelse var spelplanerna indelade i ett system av fyrkantiga, lika stora, rutor (som i schack). Det som betraktas som det första kommersiella krigsspelet, Tactics från 1954, var designat på detta sätt.  Standard för krigsspel är att ett parti är uppdelat i flera rundor, som i sin tur är uppdelat i olika faser för t.ex. initiativ, väder, förflyttning, strid, underhåll, moral, förstärkningar och slumpmässiga händelser. En del krigsspel simulerar dessa faktorer konkret i detalj, vilket ökar spelens komplexitet. För att undvika långa och tidsödande regelmoment kan dess förenklas genom att göra några aspekter abstrakta (som t.ex. flygstrider ovanför ett markstridsområde).

### Hexagonspel (Hex and counter)
Under tidigt 1960-tal fick krigsspelen sitt karaktäristiska utseende: ett hexagonnät utlagt över en karta som utgjorde spelplanen. I spelen motsvarar en spelbricka av papp (eng. counter) en militär enhet. Kombinationen av hexagoner och brickor har gett den här typen av spel sitt engelska namn: "Hex and counters". I spelen flyttar först den ena sidan alla sina enheter, och sedan är det motståndarens tur (en procedur som kallas för "IGO-UGO", dvs "I go - you go"). Det första hex and counter-spelet var Avalon Hills D-Day från 1961. Spelföretaget Avalon Hills grundare Charles S. Roberts var den som införde hexagonerna i krigsspelen och kombinerade dessa med en annan innovation: en tabell för stridsresultat (CRT, Combat Results Table). Både hexagonerna och CRT blev standard i krigsspelen i många år sedan de infördes på 1960-talet. Vanligt förekommande vid hexagonspel är höga travar av brickor (s.k. "stacks").

### Tärningsrullande
Strider och andra moment som inte är avgjorda på förhand avgörs i regel av ett eller flera tärningsslag. Vanligtvis används en sex-sidig tärning, men även andra former förekommer. När spelreglerna kräver att mängder av tärningsslag görs på en gång kallas detta "bucket of dice".

### Area-impuls
Att dela in en spelplan i olika områden, areor, istället för ett rutnät är vanligt och metoden finns i klassiker som Diplomacy och Axis & Allies där brädet är uppdelat i länder eller regioner. 1981 introducerades area-impulsmekaniken i spelet Storm over Arnhem. I motsats till den äldre "IGO-UGO"-mekaniken kan spelarna endast aktivera en area åt gången och måste välja mellan antingen strid eller förflyttning. Initiativet växlar på så sätt mellan spelarna och simulerar därmed simultana händelser på slagfältet.

### Punkt-till-punkt (Point-to-point)
Ett alternativ till hexagoner och area-förflyttning är att spelplanen delas in i en rad fasta punkter med förbindelselinjer dem emellan vilka möjliggör förflyttning enbart enligt dessa rutter. Detta begränsar spelarnas val och främjar att spelarna ställs inför samma situationer som i den historiska förlagan. Ett familjespel som använder den här typen av spelplan är Den försvunna diamanten. Ett annat välkänt exempel är Risk.

### Kortdrivna spel (Card driven games)
Istället för att använda en spelplan kan istället kort symbolisera företeelser på ett mer abstrakt plan. Det första spel som ersatte spelplanen med kort på detta sätt var Up Front (1983), vilket var en kortspelsvariant av Squad Leader. 1993 kom det banbrytande We the People som kombinerade spelplan med en kortdriven mekanik. Denna nya genre fick namnet CDG (Card Driven Games) eller kortdrivna spel. I dessa spel är spelandet av de kort spelaren har på hand avgörande för att kunna utföra handlingar (Operations, eller Ops), iscensätta historiska händelser (Events) eller få andra fördelar, som t.ex. förstärkningar. Flera av världens mest populära krigsspel använder sig av den här mekaniken, kombinerat med en punkt-till-punktspelplan, som t.ex. Hannibal: Rome vs Carthage, Twilight Struggle, och Paths of Glory, medan spel som Commands & Colors och Empire of the Sun använder ett hexagonbräde. 

### Blockspel
För att simulera ovetskapen om fiendens truppers storlek och kvalitet (s.k. "fog of war") har pappbrickorna i vissa spel ersatts av små träblock med information om de militära enheterna enbart på en sida. Därmed blir spelarna varse om motståndarens styrka först när strid inletts. Först ut med den spelmekaniken var förmodligen Stratego, och senare en serie spel från TSR (Europe Aflame, Battle of Britain, Red Storm Rising) där pappbrickorna stod upp med hjälp av plastfötter (s.k. "stand-up pieces"). Några populära spel där träblock används är Columbia Games Front-serie (EastFront, WestFront, MedFront, EuroFront) samt Hammer of the Scots och Worthington Publishings HoldFast-serie. 

## Skala
Krigsspel simulerar en oftast historisk händelse, från ett globalt krig till mindre skärmytslingar. Ibland är det bara ett vapenslag som skildras, ibland en kombination. 

### Strategiska spel
I strategiska spel simuleras strider med stora militära förband (brigadnivå och större). De mål som spelarna måste uppnå för att vinna är oftast långsiktiga och utspelar sig på stora geografiska områden som t.ex. östfronten under andra världskriget. I dessa spel kan diplomatiska och politiska faktorer spela stor roll bredvid de rent militära. Exempel: World in Flames, Axis & Allies.

### Taktiska spel
Dessa spel är på kompaninivå eller mindre, ner till enskilda plutoner, grupper och individer samt deras utrustning. Många taktiska spel behandlar enskilda fordon (vanligtvis stridsvagnar, flygplan eller fartyg). Målen i dessa spel är kortsiktiga och spelplanen motsvarar t.ex. en stadsdel eller ett slagfält. Exempel: Advanced Squad Leader, schack. 

## Tema
Den vanligaste formen av krigsspel simulerar en historisk händelse från en historisk epok (t.ex. antiken, medeltiden, modern tid) eller en specifik period eller krig (t.ex. Napoleon-tiden, Första världskriget). Andra världskriget är den mest populära perioden. Andra teman är fantasy, science fiction eller rent fiktiva eller hypotetiska krig. En annan indelning kan göras kring vilka vapenslag som är involverade i spelet. Förutom markstrid finns också spel om enbart strid till sjöss och strid i luften. På en strategisk skala kombineras vanligtvis olika vapenslag. 

## Konfliktspel i Sverige
Till Sverige kom krigsspelen under mitten av 1970-talet, inledningsvis via butiken Tradition AB i Stockholm och den med Tradition förbundna föreningen Swedish Wargaming Society. Turneringar i krigsspel blev sedermera ett vanligt inslag på spelkonvent som t.ex. GothCon, där flera blivande klassiker, exempelvis Squad Leader, introducerades och spreds till en svensk publik. Att konfliktspelen ursprungligen var en viktig del av den organiserade svenska spelhobbyn vittnar riksförbundet Sveroks namn om (Sveriges roll- och konfliktspelsförbund).

## Spelkonstruktörer (ett urval)
- Courtney F Allen
- Richard H Berg
- Ty Bomba
- Richard Borg
- Frank Chadwick
- Tom Dalgliesh
- Jim Dunnigan
- Dean Essig
- Don Greenwood
- Ananda Gupta
- Mark Herman
- John Hill
- Ben Hull
- Joseph Miranda
- Tsetsua Nakamura
- John Prados
- Ted Raicer
- Charles S. Roberts
- Mark Simonitch
- Bowen Simmons
- Joel Toppen

## Exempel
- Advanced Squad Leader
- Advanced Third Reich
- Empires in Arms
- Lützen (Äventyrsspel - 1982, Design: Johan Arve & Anders Fager)
- Peter The Great (World Wide Wargames - 1983, Design: Peter Englund)
- Twilight Struggle
- World in Flames